# پیرهرات
پیرهرات، روستایی زیبا از توابع بخش اسالم شهرستان تالش در استان گیلان ایران است.
پیرهرات اسالم تالش
پیرهرات یکی از زیباترین روستاهای منطقه است. این آبادی نام خود را از نام زیارتگاهی که در آن جا وجود دارد گرفته‌است. این روستا و زیارتگاه آنجا در بین مردم به پیرَلات piralāt معروف است. pirāt هم نامی ست که خود اهالی بدانجا می‌گویند و این همان نام قبلی ست که این‌گونه خلاصه شده‌است. از زیبایی‌ها این روستا وجود یک اثر باستانی به صورت اتاقکی دایره‌ای شکل و با قطر حدود سه متر و ارتفاع حدود دو متر که سالهاست رو به ویرانی نهاده وبارها به وسیله دزدان آثار باستانی مورد تجائز و تخریب قرار گرفته و کسی نیست که فکری به حالش بکند. این اثر که به چلَّه خانَهčәllakhāna معروف است. این اثر متعلق به حدود هشتصد سال پیش است. در زیارتگاه این آبادی فردی به نام عبدالعزیز ابن عبدالغنی مدفون است. او اهل بخارا بود که ۲۲ سال در عراق و مصر به تحصیل علوم دینی مشغول بوده‌است. پس از پایان تحصیلات به قصد بازگشت به بخارا در اسالم ماندگار می‌شود. در محل حکومت حاکم منطقه که جهانگیر بوده‌است به زندگی و عبادت در بالای تپه مذکور می‌پردازد. او در سال ۷۰۰ ه‍.ق از دنیا رفت و در همان‌جا مدفون شد. (نگاه کنید به ویژه تالش ـ اردی بهشت ۱۳۷۲ ـ ضمیمه هفته نامه کادح ـ به کوشش علی عبدلی ـ مقاله پیر هرات ـ نوشته شهرام آزموده) سال‌ها بعد یعنی حدود دو قرن پیش نیز عارفی دیگر به نام شیخ عصام الدین معروف به حاج جان بابا که جد خاندان امینی، اسلامی، شیخ‌الاسلامی و انوری در اسالم است در آن جا دفن شد پس از آن نیز سه تن از اجداد این خاندان نیز در آنجا دفن شدند. از دیدنی‌های دیگر این روستا سنگ‌های منحصر به فرد تپه زیارتگاه پیر هرات است که سوسو می‌زنند. تپه زیارتگاه پیرهرات ۵۰ متر از سطح دریا ارتفاع دارد. دیدن خاله سرا و دیگر روستاهای اسالم از آن جا زیبایی و لذت دیگری دارد که قابل وصف نیست. سَیجَلَه آولا sayjalaāvlā و جامبزرگ jāmbәzәrg (جام بزرگ) از دیگر زیارتگاه‌ها و اماکن مقدس روستاست. کافیرَه کاز kāfirakāz از دیگر دیدنی‌های روستاست که بنا به اعتقاد قدیمی‌های روستا صخره مذکور محل زندگی جمعی از کافران است که به خاطر نفرین شدن توسط اولیا (عبدالعزیز بن عبدالغنی) به سنگ تبدیل شده‌است.

## جمعیت
این روستا در دهستان خاله‌سرا قرار دارد و براساس سرشماری مرکز آمار ایران در سال ۱۳۸۵، جمعیت آن ۹۴۸ نفر (۲۳۲خانوار) بوده‌است.